# Matthew Lipman

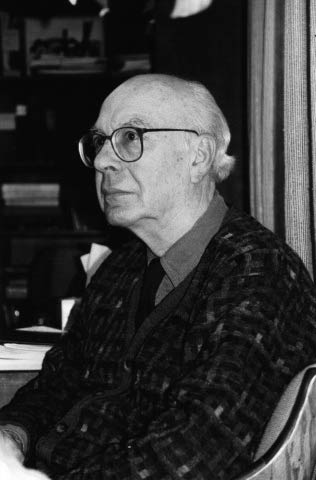
Matthew Lipman

Matthew Lipman (* 24. August 1923 in Vineland; † 26. Dezember 2010 in West Orange) war ein US-amerikanischer Hochschullehrer für Logik und Begründer einer Philosophie für Kinder.

## Leben
Lipman war Professor an der University of Columbia und hatte während seiner Lehrtätigkeit unterentwickelte Argumentationsfähigkeiten bei seinen Kursteilnehmern festgestellt. Er wollte hauptsächlich die Argumentationsfähigkeiten verbessern, indem er Logik unterrichtete.
Die Ansicht, dass Kinder schon im frühen Alter die Fähigkeit besitzen abstrakt zu denken, führte ihn zu der Überzeugung, dass das Unterrichten von Logik während der Kindererziehung dazu beitragen würde, die Argumentationsfähigkeiten zu verbessern. 1972 verließ er die University of Columbia, um im Montclair State College das Institut für das Lehren von Philosophie an Kindern (Institute zur Förderung der Philosophie für Kinder (IAPC)) zu gründen, wo er anfing, Philosophie in K-12 Klassenzimmern in Montclair zu lehren.
Ein vorrangiges Ziel für das Lehren von Philosophie ist, das kritische Denken zu fördern. Lipman definierte dies als „Denken, das das Urteil erleichtert, weil es auf Kriterien beruht, selbstkorrigierend und kontextabhängig ist.“ Er forderte Erzieher auf, für diesen Zweck eine Gemeinschaft für Anfragen zu kreieren. Lipman zufolge entwickeln Kinder keine eigene Philosophie, sondern interpretieren die Texte der Erwachsenen. Somit produziert „Kinderphilosophie“ keine Ideen, sondern deutet vorhandene Ideen, analog einem Orchester, das ein Musikstück nicht komponiert, sondern wiedergibt.
Lipmans Arbeiten stehen in der Nachfolge des amerikanischen Philosophen, Pädagogen und Psychologen John Dewey (1859–1952). Eine von Lipmans Methoden besteht darin, den Auszug aus einem philosophischen Werk zu lesen, zu dem die Kinder Fragen stellen. Der Leiter der Gesprächsrunde hat zuvor Verstehens- und Argumentationshilfen gegeben. Dann wird eine der gestellten Fragen ausgesucht, die nun im gemeinsamen Gespräch beantwortet werden soll. Jedes Kind kann frei seine Meinung äußern und ist gehalten, dies auch seitens der anderen Kindern zu tolerieren, wobei dem logischen Argumentieren und Gegenargumentieren eine wichtige Rolle zukommt.

## Werke
- mit  Ann M. Sharp und Frederick S. Oscanyan: Philosophy in the classroom. West Caldwell, N.J. 1977, ISBN 0-916834-04-2.
- Harry Stottelmeier's Discovery. Inst. for the Advancement of Philosophy for Children, Upper Montclair, N.J. 1971, ISBN 0-916834-06-9.
  - deutsch: Harry Stottelmeiers Entdeckung. übersetzt von Ursula Scheer, bearbeitet und herausgegeben von Daniela G. Camhy. Hölder-Pichler-Tempsky, Wien 1990, ISBN 3-209-01039-0.
  - Handbuch hierzu: Matthew Lipman, Ann M Sharp, Frederick S. Oscanyan: Harry Stottelmeiers Entdeckung. Handbuch, übersetzt von Ursula Scheer, bearbeitet und herausgegeben von Daniela G. Camhy. Hölder-Pichler-Tempsky, Wien 1990, ISBN 3-209-01040-4.
- Thinking in Education. 2. Auflage. Cambridge University Press, New York 2003, ISBN 0-521-81282-8.
- Über den philosophischen Stil von Kindern, 8. In: Zeitschrift für Didaktik der Philosophie. 6, 1984, S. 3-l.
- mit Theresa L. Smith und Pixie
  - deutsch:  Das geheimnisvolle Wesen. Philosophieren mit Kindern übersetzt und herausgegeben von Daniela G. Camhy. Academia, St. Augustin 2007, ISBN 978-3-89665-436-6. (Volltext, pdf, auf: schule.at)
  - Handbuch hierzu: Das geheimnisvolle Wesen. Handbuch für Eltern und Lehrende. 2. Auflage. Übersetzt und herausgegeben von Daniela G. Camhy. Academia, St. Augustin 2008, ISBN 978-3-89665-438-0.